# Alliance & Leicester
Alliance & Leicester é um banco do Reino Unido, que foi comprado pelo Santander. Elo foi parcialmente vendida em Maio de 2010 para o Santander, e foi vendido completamente em 2011.
Formada em 1985, através da fusão da Alliance Building Society e a Leicester Building Society, Alliance & Leicester começou a virar banco em 1997, quando foi cotado pela Bolsa de Valores de Londres. 

## História
Ele foi formada na fusão da Alliance Building Society (originalmente chamada de Brighton & Sussex) e a Leicester Building Society em 1 de Outubro de 1985.
Ele foi comprada parcialmente pelo Banco Santander em 28 de Maio de 2010. E finalmente foi vendida em 2011.